# Codice migrazione
Il codice migrazione (detto anche codice di migrazione, codice di trasferimento utenza o nel caso di Telecom Italia, codice segreto) è un codice identificativo alfanumerico che può contenere fino a 19 caratteri e che viene utilizzato dagli operatori di telefonia fissa e servizi Internet italiani per agevolare la gestione delle procedure di cambio operatore - tra l'incumbent e un OLO (Other Licensed Operators) o tra OLO.

## Contesto
In Italia la telefonia fissa è fornita per la maggior parte mediante doppino, di conseguenza l'accesso ad internet è fornito tramite ADSL, FTTC, o FTTE.
ll codice di migrazione non occorre solo al trasferimento di linee telefoniche fisiche, ma consente anche di svolgere processi di NP pura, che permettono i trasferimenti di risorse di numerazione interoperatori senza migrazione di linee telefoniche fisiche. D'altro canto, Cloud communications (ex Eutelia) fornisce il codice per i numeri VoIP e Vodafone lo fornisce per le risorse di numerazione geografica attivate su carte SIM, in abbinamento a numeri radiomobili, per l'erogazione di servizi di telefonia fissa su rete cellulare (anche con contratti prepagati). Ciò consente le transizioni tra un operatore e l'altro mantenendo il proprio numero telefonico anche in presenza di tecnologie di accesso diverse. Analogamente, Fastweb dovrebbe fornirlo per tutti i tipi di accesso, compresi quelli in fibra ottica, avviando, per tale tipologie di linee, un processo di NP pura (la risorsa importata potrà essere poi utilizzata dall'operatore recipient per l'attivazione su altro tipo di accesso sulla base del contratto concluso con il cliente).

## Introduzione e meccanismo
È stato introdotto nel 2007 in seguito alla delibera n. 274/07/CONS della AGCOM. Infatti il codice migrazione è uno strumento che è stato individuato dagli operatori, in seguito ad un tavolo tecnico, con l'obiettivo di semplificare il passaggio di utenti tra operatori OLO, anche in presenza di utenti con configurazioni complesse a livello di risorse di rete. Inoltre, nei casi più semplici, le risorse possono essere facilmente identificate ed il codice di migrazione rappresenta quindi un accorgimento tecnico, non contemplato dalle procedure definite dall'articolo 18 della delibera n. 274/07/CONS.
La stessa delibera ha disposto misure e tempistiche che gli operatori devono rispettare nell'erogazione di tale codice. Quest'ultimo infatti deve poter essere facilmente accessibile attraverso IVR dei call center, tramite interfaccia web e tramite e-mail o fax.
Inoltre, a maggio 2009, l'AGCOM ha deliberato l'obbligo da parte degli operatori di inserire il codice di migrazione nelle bollette degli utenti. Questa soluzione è stata introdotta in seguito agli atteggiamenti degli operatori nei confronti dei clienti. Per ragioni anticoncorrenziali, infatti, spesso il codice veniva comunicato dopo lunghe attese, e gli veniva data poca visibilità nei mezzi predisposti.
Pertanto l'operatore telefonico OLO donating (ossia a cui appartiene il cliente che vuole effettuare la migrazione) è obbligato a calcolarlo e fornirlo al cliente finale in caso di sua richiesta. Sarà poi il cliente a fornire tale codice migrazione al nuovo operatore telefonico OLO recipient (ossia a cui intende abbonarsi), nel momento della sottoscrizione del contratto. Ciò permette all'operatore subentrante di attivare le procedure per la migrazione delle risorse (numero telefonico del cliente e servizio ADSL).
Il codice migrazione può essere doppio nel caso in cui il cliente abbia attivo con il proprio operatore sia un servizio di telefonia fissa che uno di internet ADSL. Questo però non nega la possibilità che tali due codici possano coincidere.
Ad esempio, un cliente Infostrada in ULL con numero telefonico 06/12345678, con attivo un servizio di telefonia fissa e internet ADSL, potrebbe avere un codice migrazione così composto:
- Codice migrazione per telefonia fissa: WIN0612345678001
- Codice migrazione per internet ADSL:   WIN0612345678002

dove il prefisso WIN identifica l'operatore Wind-Infostrada, le cifre successive identificano il numero telefonico della linea, le ultime tre cifre identificano il tipo di servizio associato (nel caso di cui sopra si fa differenza tra voce e internet, ma potrebbe in entrambi i casi essere 001).
Per quanto riguarda le xDSL il codice di migrazione è una stringa alfanumerica composta da 15 a 19 caratteri, suddivisa in 4 parti:
- COW - Codice Donating a cui il Recipient deve indirizzare la comunicazione preliminare. - È il codice (alfanumerico) segreto dell'operatore composto ed ha una lunghezza pari a tre caratteri (ad ogni Operatore l'AGCOM attribuisce una lista di 200 codici)
- COR - Codice Risorsa - È il codice (alfanumerico) generato dall'operatore che corrisponde al numero di telefono del cliente ed ha lunghezza variabile (da 8 a 12 caratteri)
- COS - Codice di Servizio - È il codice (alfanumerico) che individua il tipo di servizio ed ha una lunghezza pari a tre caratteri. -

| Servizio                     | Descrizione                                                     | Codice Servizio COS | Wait Time di Fase 2   |  |
| ---------------------------- | --------------------------------------------------------------- | ------------------- | --------------------- |  |
| ULL                          | Unbundling del local loop (sia POTS/PSTN, POLT o RTG, sia ISDN) | 001                 | 2 (1 per TIM) gg lav. |  |
| ULLd                         | Unbundling del local loop solo dati                             | 002                 | 2 (1 per TIM) gg lav. |  |
| vULL                         | Unbundling del local loop virtuale                              | 003                 | 2 (1 per TIM) gg lav. |  |
| SHA                          | Shared access                                                   | 004                 | 2 (1 per TIM) gg lav. |  |
| WLR                          | Wholesale line rental                                           | 005                 | 2 (1 per TIM) gg lav. |  |
| WS: BS asimmetrico condiviso | Bitstream asimmetrico condiviso                                 | 006                 | 2 (1 per TIM) gg lav. |  |
| WS: BS asimmetrico naked     | Bitstream asimmetrico naked (linea dati nuda)                   | 007                 | 2 (1 per TIM) gg lav. |  |
| WS: BS simmetrico            | Bitstream simmetrico                                            | 008                 | 2 (1 per TIM) gg lav. |  |
| FTTC                         | FTTS                                                            | 009                 | 2 (1 per TIM) gg lav. |  |
| FTTC                         | VULA FTTCab Condiviso                                           | 010                 | 2 (1 per TIM) gg lav. |  |
| FTTC                         | VULA FTTCab Naked                                               | 011                 | 2 (1 per TIM) gg lav. |  |
| FTTH                         | VULA FTTH                                                       | 012                 | 2 (1 per TIM) gg lav. |  |
| FTTC                         | BTS FTTCab Condiviso                                            | 013                 | 2 (1 per TIM) gg lav. |  |
| FTTC                         | BTS FTTCab Naked                                                | 014                 | 2 (1 per TIM) gg lav. |  |
| FTTH                         | BTS FTTH                                                        | 015                 | 2 (1 per TIM) gg lav. |  |
|                              | Fibra E2E da MKT 4                                              | 016                 | 2 (1 per TIM) gg lav. |  |
|                              | Segmento verticale in fibra da MKT 4                            | 017                 | 2 (1 per TIM) gg lav. |  |
| FTTH                         | SEMI-VULA FTTH                                                  | 018                 | 2 (1 per TIM) gg lav. |  |
| FTTH                         | VULA FTTH con ONT di Operatore certificata da FiberCop          | 019                 | 2 (1 per TIM) gg lav. |  |
| FTTH                         | BTS FTTH con ONT di Operatore certificata da FiberCop           | 020                 | 2 (1 per TIM) gg lav. |  |
| FTTH                         | SEMI-VULA FTTH con ONT di Operatore certificata da FiberCop     | 021                 | 2 (1 per TIM) gg lav. |  |
| FTTH                         | Open Fiber (GPON Attivo)                                        | OFA                 | 2 (1 per TIM) gg lav. |  |
| FTTH                         | Open Fiber (GPON Passivo)                                       | OFB                 | 2 (1 per TIM) gg lav. |  |
| FTTH                         | Fastweb                                                         | FWC                 | 2 (1 per TIM) gg lav. |  |
| FTTH                         | Fastweb                                                         | FWD                 | 2 (1 per TIM) gg lav. |  |
| FTTH                         | Unidata                                                         | NIE                 | 2 (1 per TIM) gg lav. |  |
| FTTH                         | Unidata                                                         | NIF                 | 2 (1 per TIM) gg lav. |  |
| FTTH                         | Len Fiber                                                       | LFG                 | 2 (1 per TIM) gg lav. |  |
| FTTH                         | Len Fiber                                                       | LFH                 | 2 (1 per TIM) gg lav. |  |
| CNP                          | Number portability pura                                         | 222 o 999           |                       |  |

- Codice di controllo - può essere separato da uno spazio dal codice migrazione ed è composto da un singolo carattere (sempre una lettera). Ha lo scopo di assicurare la correttezza formale del codice  e viene generato tramite un algoritmo a partire dal COW e dal COR

Es.  WIN0612345678006 Z
nell'esempio: COW=WIN, COR=0612345678, COS=006, Codice controllo=Z